# Region Starkenburg
Die Region Starkenburg ist der Name eines ehemaligen freiwilligen Zweckverbandes in Südhessen rund um die Wissenschaftsstadt Darmstadt. Die Region hatte eine Fläche von 2600 km² und war damit von ihrer Größe mit dem Saarland vergleichbar.
Folgende Gebiete waren Teil der Region:
- Stadt Darmstadt
- Landkreis Darmstadt-Dieburg
- Landkreis Groß-Gerau
- Landkreis Bergstraße
- Odenwaldkreis
- Kreis Offenbach als Kooperationsmitglied des Zweckverbandes, nicht beitragspflichtig

Der Zweckverband trug den Namen der Starkenburg bei Heppenheim an der Bergstraße, die bereits Namensgeberin der (mit dem Gebiet der Region weitgehend deckungsgleichen) Provinz Starkenburg im Großherzogtum (seit 1919 Volksstaat) Hessen und für einen Verwaltungsraum der evangelischen Kirche war.
Der Zweckverband berief sich in seiner Satzung auf die zum Prinzip erhobene freiwillige Kooperation der beteiligten Landkreise und der Stadt Darmstadt zur Erreichung der Ziele (nachhaltige Entwicklung der Region).
Die Wirtschaftsförderung Starkenburg mit eigener Geschäftsführung agierte für die gleiche Region als eingetragener Verein.
2005 wurde der Nutzen und die damalige Ausrichtung (nachhaltige Entwicklung der Region) des Zweckverbandes – vermutlich aufgrund des Wechsels im Amt des Landrats des Kreises Bergstraße (von Norbert Hofmann (SPD) zu Matthias Wilkes (CDU)) – kritisiert: Der Zweckverband habe keine eigenen Impulse für seine Region gesetzt. Es sei den Mitgliedern (fünf Landkreisen und der Stadt Darmstadt) nicht gelungen, eigene Verantwortungsbereiche freiwillig an den Zweckverband abzugeben. Die propagierte „freiwillige Kooperation“ führe deshalb nicht weiter. Diese Argumentation steht allerdings im Widerspruch zu den unten aufgeführten Erfolgen. Zudem entstand auf Arbeitsebene ein umfassendes Netzwerk an Aktiven/Aktivitäten. Der Landkreis Bergstraße werde jedoch nicht darauf verzichten, seine Ausrichtung nach Norden und nach Süden auszubauen, die anderen Mitglieder der Region Starkenburg wollten ihre Orientierung auch in Richtung Großraum Frankfurt am Main nicht vernachlässigen, so dass sich die Region als Mittler der zusammen wachsenden Metropolregion Frankfurt-Rhein-Main-Neckar sah.
Ab 2005 betrieb die Industrie- und Handelskammer Darmstadt Rhein Main Neckar die Geschäftsführung der Wirtschaftsförderung Starkenburg. 2005 wurde beschlossen, der Standortmarketing Frankfurt Rhein-Main GmbH beizutreten und dadurch das internationale Marketing für die gesamte Region zu stärken. Das Binnenmarketing wurde weiterhin von der Wirtschaftsförderung Starkenburg wahrgenommen. Der Landkreis Bergstraße, der sich bislang nicht am operativen Geschäft (unter anderem aus Kostengründen) beteiligt hatte, beschloss Ende 2005 seinen Austritt aus der Wirtschaftsförderung. Laut Präambel der Satzung war er aber immer noch Mitglied. Der Kreis Groß-Gerau hatte zum Ende des Jahres 2005 die Finanzierung des operativen Geschäfts eingestellt mit der Option, sich bei verbesserter eigener Haushaltslage wieder daran zu beteiligen.
Der Zweckverband unterstützte mehrere Schwerpunktprojekte, unter anderem:
- Vorsorgender Hochwasserschutz/EU-Projekt „Freude am Fluss“,
- Neubaustrecke Rhein/Main–Rhein/Neckar,
- Standortmarketing Region Frankfurt Rhein-Main GmbH,
- Destinationsmanagement,
- Internationale Bauausstellung (IBA) Region Frankfurt RheinMain,
- Tourismusmarketing zur WM 2006,
- Regionsweite Einführung der Ehrenamtscard,
- Biomasse
- Kultursommer Südhessen

Im Oktober 2006 fassten die Kreise Bergstraße und Groß-Gerau den Beschluss, aus dem Zweckverband auszutreten. In einer Pressemitteilung des Landratsamts Darmstadt-Dieburg vom 5. Dezember 2006 wurde mitgeteilt, dass der Zweckverband Region Starkenburg in reduzierter Form weiter bestehen solle. Die Neuausrichtung des Verbands sehe eine Dreier-Konstellation aus der Stadt Darmstadt, dem Odenwaldkreis und dem Landkreis Darmstadt-Dieburg vor. Das neue Konstrukt, das sich, so Alfred Jakoubek, Regionalverband Darmstadt-Dieburg-Odenwald nennen könnte, sieht als eine zentrale Aufgabe das Standortmarketing an. Weitere Themen könnten eine gemeinsame Verkehrsplanung, Schulentwicklungspläne oder das Veterinärwesen sein.
Der Kultursommer Südhessen besteht weiterhin. Erster Vorsitzender war der Landrat des Odenwaldkreises Horst Schnur. Heute wechselt der Vorsitz unter den Landräten jährlich.
Am 20. November 2007 beschloss die Verbandsversammlung, den Zweckverband zum 31. Dezember 2007 aufzulösen. Die Zusammenarbeit auf oben genannten Gebieten soll aber weiter bestehen bleiben.
Der Begriff „Starkenburg“ dient weiterhin im Namen der „Energiegenossenschaft Starkenburg“, in der unterschiedliche Genossen Wind- und Solarenergie-Projekte realisieren.